# Artemisia blepharolepis
Artemisia blepharolepis — вид квіткових рослин з родини айстрових (Asteraceae). Поширення: Монголія, північний Китай. Населяє сухі схили, луки, степи, пустирі, узбіччя доріг, дюни біля берегів річок; низькі висоти.

## Біоморфологічна характеристика
Це однорічна трав'яниста рослина заввишки 20–60 см, багато гілляста, сіро-запушена, смердюча. Нижнє та середнє стеблове листя на ніжці 0.5–3 см, пластинка овально-довгаста або довгаста, 1.5–4 × 0.3–0.8 см, густо-сіро запушена, (1 або)2-перисто-розсічена; сегменти 5–8 пар, овально-довгасті або майже оберненояйцеподібні, 3–5 × 2–3 мм, пилчасті до перисто-роздільних; зубці 5–8 пар, 0.3–0.8(1.5) × 0.3–0.8 мм. Найбільш верхнє листя та листоподібні приквітки перистороздільні або цілокраї, останні еліптично-ланцетні або ланцетні, дещо пилчасті. Синцвіття — широка волоть. Квіткові голови на коротких ніжках. Обгортка еліпсоїдна або довгасто-еліпсоїдна, 1.5–2 мм у діаметрі; філарії сіро запушені. Крайових жіночих квіточок 2 або 3. Дискових квіточок 3–6, чоловічі. Сім'янка еліпсоїдної форми. Цвітіння та плодіння: липень — жовтень.